# دارين جارنر
دارين جارنر (بالإنجليزية: Darren Garner)‏ (10 ديسمبر 1971 في المملكة المتحدة - ) هو لاعب كرة قدم بريطاني في مركز الوسط. لعب مع نادي بليموث أرجايل ونادي توركي يونايتد ونادي روذرهام يونايتد ونيوبورت كونتي وDorchester Town F.C. ‏ وTruro City F.C. ‏ وBodmin Town F.C. ‏ وLaunceston F.C. ‏.

## وصلات خارجية
- دارين جارنر على موقع قاعدة بيانات كرة القدم.إي يو (الإنجليزية)
- دارين جارنر على موقع Soccerbase.com (لاعب) (الإنجليزية)